# Temerin község
Temerin község (szerbül Општина Темерин / Opština Temerin) egy szerbiai, vajdasági község a Dél-bácskai körzetben. A község központja Temerin. Lakossága 2002-ben 28 275 fő volt.

## Földrajz
A község Bácska déli részén fekszik. Északon Szenttamás község, nyugaton Verbász község, délen Újvidék városi község, keleten pedig Zsablya község határolja.

## Települések
A község három településből áll:
| \| Ób. Szenttamás község Verbász község Zsablya község Újvidék városi község TEMERIN Szőreg Tiszaistvánfalva \| \| térkép szerkesztése \| |                    |                   |                     |
| Magyar név | Szerb név (cirill) | Szerb név (latin) | Népesség (fő, 2011) |
| Szőreg | Сириг              | Sirig             | 3006                |
| Temerin | Темерин            | Temerin           | 20078               |
| Tiszaistvánfalva | Бачки Јарак        | Bački Jarak       | 5785                |
| Ób. Szenttamás község Verbász község Zsablya község Újvidék városi község TEMERIN Szőreg Tiszaistvánfalva                                 |                    |                   |                     |
| térkép szerkesztése |                    |                   |                     |

## Népesség
2002-ben a községnek 28 275 lakosa volt, etnikai összetétel szerint:
- szerb: 18 155 (64,2%)
- magyar: 8341 (29,49%)
- jugoszláv: 407 (1,44%)

2011-ben a 28 287 lakosból:
- szerb: 19 112
- magyar: 7460
- horvát: 16

Jelenleg a község mindhárom településének szerb többsége van, viszont Temerin egész az 1991-es népszámlálásig magyar többséggel rendelkezett. A fő oka annak, hogy a város elvesztette magyar többségét az, hogy a magyarok száma az utóbbi évtizedekben megfogyatkozott, valamint hogy Temerinbe az 1990-es évek elején több mint 3000 szerb menekült költözött (a város Kudeljara nevű részét teljes egészében Horvátországból és Bosznia-Hercegovinából érkezett menekültek lakják). A nemzetiségi összetétel megváltozásának nem mellékes tényezője Újvidék közelsége, amely döntő részben szerbek által lakott nagyváros.